# Припек (Варненська область)
При́пек (болг. Припек) — село у Варненській області Болгарії. Входить до складу общини Аксаково.

## Населення
За даними перепису населення 2011 року у селі проживали 107 осіб, усі — болгари.
Розподіл населення за віком у 2011 році:
Динаміка населення: